# 梅肖
梅肖（德語：Mechow）是德国石勒苏益格－荷尔斯泰因州的一个市镇。总面积4.43平方公里，总人口111人，其中男性57人，女性54人（2011年12月31日），人口密度25人/平方公里。